# ولسوالی سروبی (ولایت کابل)
سروبی یکی از ولسوالی‌های ولایت کابل در خاور افغانستان است  با جمعیتی نزدیک به ۴۴٬۸۷۱ نفر. مرکز این ولسوالی سروبی است. بیشتر باشندگان این ولسوالی را تاجیکان و پشتون‌ها تشکیل می‌دهند و به زبان فارسی و پشتو سخن می‌گویند.

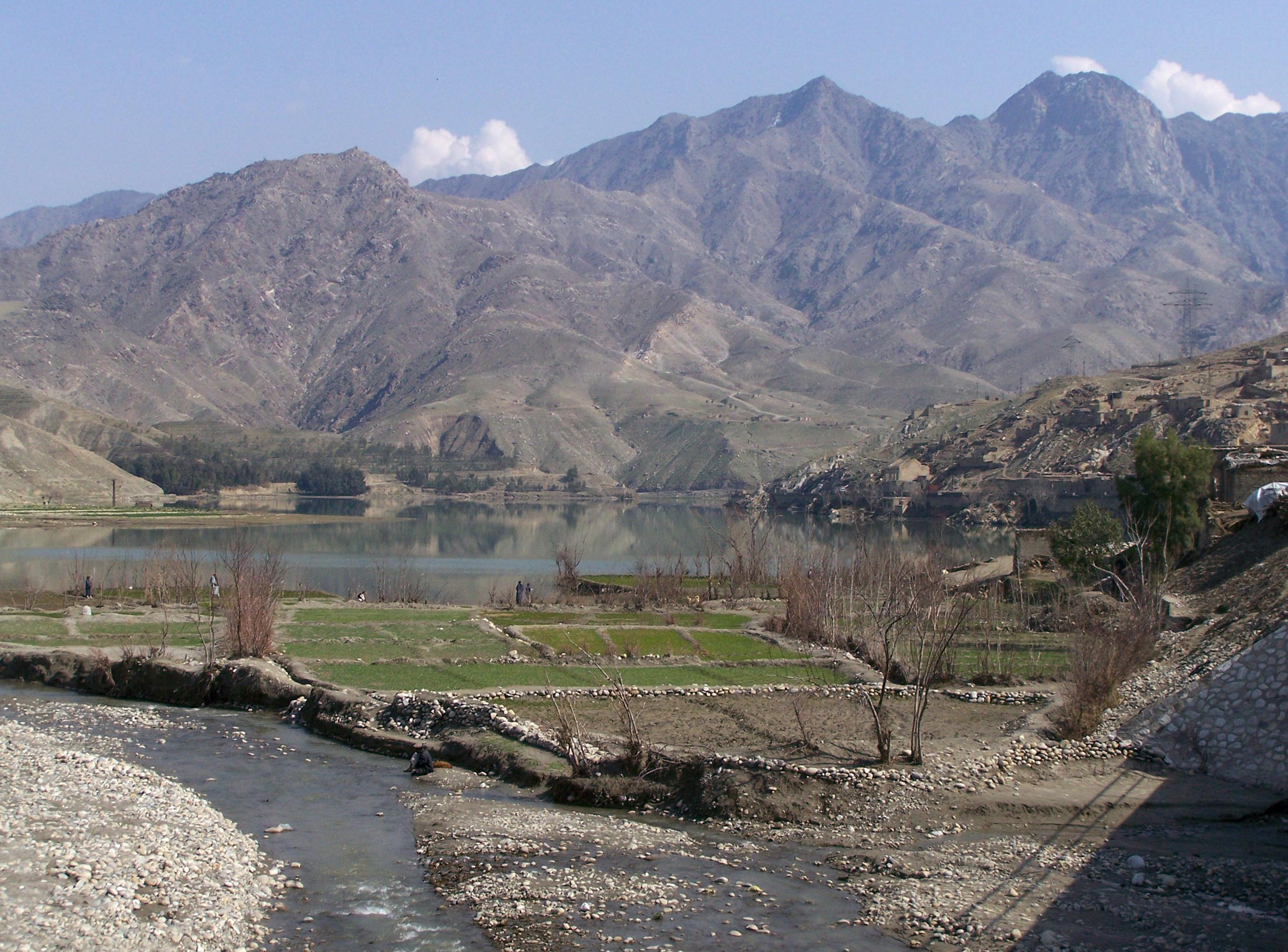

## جُستارهای وابسته
ولسوالی سروبی (ولایت پکتیکا)

## منبع‌ها
- مشارکت‌کنندگان ویکی‌پدیا. «Kabul Province». در دانشنامهٔ ویکی‌پدیای انگلیسی، بازبینی‌شده در ۱۲ اسفند ۱۳۹۰ خورشیدی.